# Skierniewka (gmina)
Skierniewka – dawna gmina wiejska istniejąca do 1954 roku w woj. warszawskim, a następnie w woj. łódzkim. Siedzibą władz gminy była początkowo Skierniewka, a od 1926 Skierniewice, które stanowiły odrębną gminę miejską.
W okresie międzywojennym gmina Skierniewka należała do powiatu skierniewickiego w woj. warszawskim. 10 lipca 1926 Skierniewkę włączono do Skierniewic, które stały się nową siedzibą gminy. 1 kwietnia 1939 roku gminę wraz z całym powiatem skierniewickim przeniesiono do woj. łódzkiego.
Po wojnie gmina zachowała przynależność administracyjną. Według stanu z dnia 1 lipca 1952 roku gmina składała się z 22 gromad. Jednostka została zniesiona 29 września 1954 roku wraz z reformą wprowadzającą gromady w miejsce gmin. Po reaktywowaniu gmin z dniem 1 stycznia 1973 roku gminy Skierniewka nie przywrócono, a jej dawny obszar wszedł głównie w skład nowych gmin Skierniewice i Maków.